# 贝莱尔站
贝莱尔站（法語：Bel-Air）是巴黎地鐵的車站之一，位於巴黎12區，是巴黎地鐵6號線的車站，得名于贝莱尔街区。贝莱尔站開業於1909年3月1日。在二戰期間贝莱尔站被關閉，戰後仍曾長期被關閉，直到1963年1月1日才重新開放。

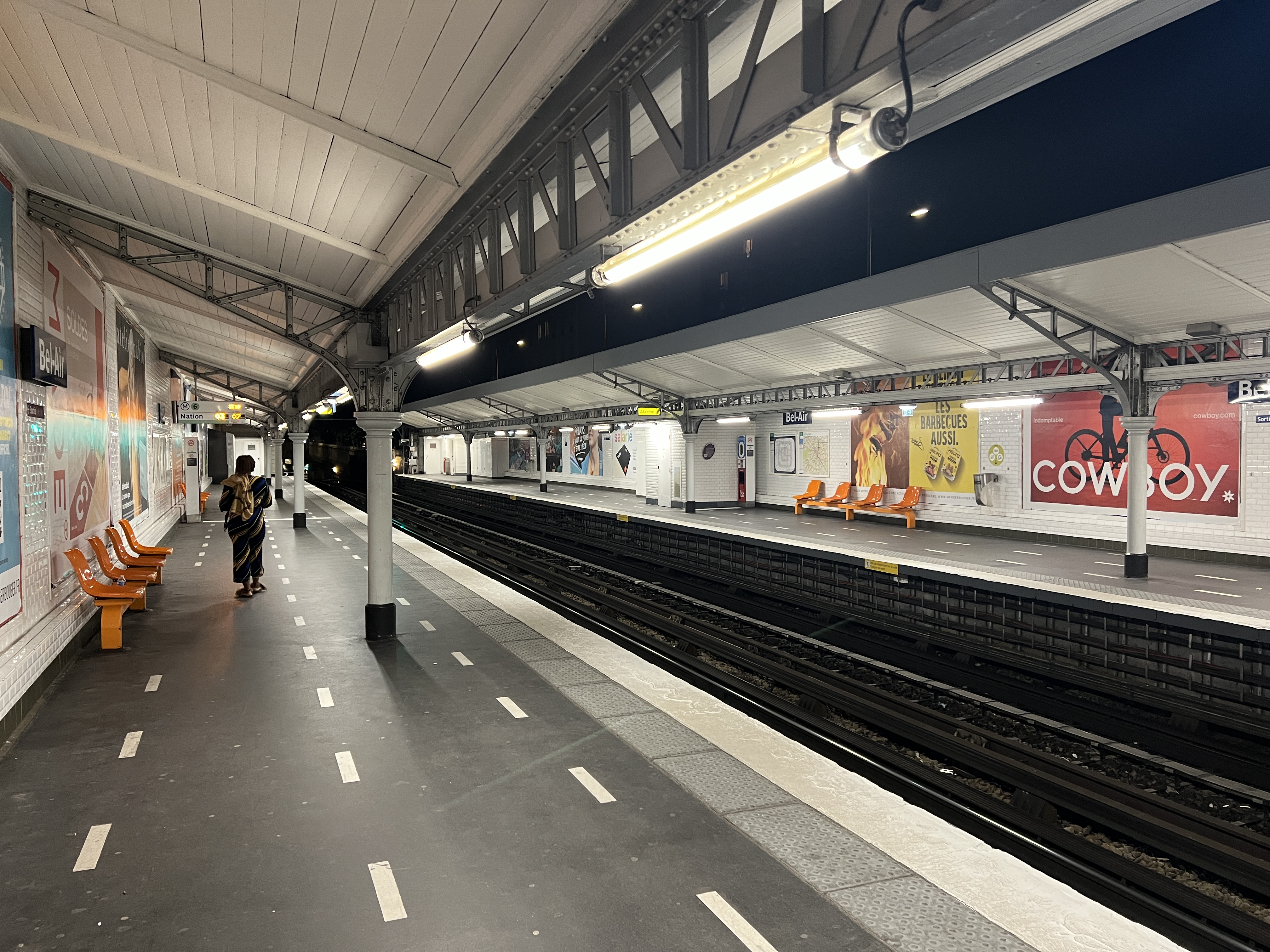
月台（2022年7月）

## 車站結構
| 街道層 |                    |                                |
| B1     | 月台連接夾層       |                                |
| 月台層 | 側式月台，右側開門 | 側式月台，右側開門             |
| 月台層 | 往夏爾·戴高樂-星形 | 往夏爾·戴高樂-星形（多梅尼爾） |
| 月台層 | 往民族             | 往民族（皮克布）               |
| 月台層 | 側式月台，右側開門 |                                |